# Vitex madiensis subsp. madiensis
Sous-espèce
Synonymes
- Vitex bakeri B.L.Rob.[1]
- Vitex camporum Büttner[1]
- Vitex diversifolia Baker[1]
- Vitex hockii De Wild.[1]
- Vitex madiensis var. angustifolia W.Piep.[1]
- Vitex pobeguinii Aubrév.[1]
- Vitex schweinfurthii Baker[1]
- Vitex vogelii Baker[1]

Vitex madiensis subsp. madiensis est une sous-espèce de plantes à fleurs de la famille des Lamiaceae et appartenant à l’espèce Vitex madiensis. C'est un arbuste ou un petit arbre originaire d'Afrique tropicale.

## Synonymes
Cette sous-espèce a pour synonymes : 
- Vitex bakeri B.L.Rob.[1]
- Vitex camporum Büttner[1]
- Vitex diversifolia Baker[1]
- Vitex hockii De Wild.[1]
- Vitex madiensis var. angustifolia W.Piep.[1]
- Vitex pobeguinii Aubrév.[1]
- Vitex schweinfurthii Baker[1]
- Vitex vogelii Baker[1]